# Nick Heidfeld
Nick Lars Heidfeld (Mönchengladbach, Nyugat-Németország, 1977. május 10. –) német autóversenyző. 2000-től 2011-ig versenyzett a Formula–1-ben, ezalatt 12-szer állhatott dobogóra, de futamot nem sikerült nyernie. Legjobb világbajnoki eredménye a 2007-ben elért ötödik helyezés. 2011-ben a Renault csapat pilótája volt a sérült Robert Kubica helyett, azonban a belga nagydíj előtt leváltották. 2015-ben versenyzőként csatlakozott a Formula–E-hez.

## Pályafutás
Heidfeld 1981-ben, mindössze négyévesen ismerkedett meg a technikai sportokkal – igaz, akkor még a mini motorral. 1984-ben váltott gokartra, ahol első jegyzett sikerét 1988-ban érte el: ekkor lett a kerpeni gokart klub bajnoka. 1989-ben megnyerte a licenccel rendelkező juniorok számára kiírt gokartversenyt Kerpenben, 1990-ben megnyerte a DMV gokart bajnokságot és ötödik helyezett lett az NRW Kupában. 1991-ben futamgyőztes volt a gokart világbajnokságon és megnyerte a nemzetközi CIK junior gokartversenyt. 1992-ben ötödik helyezett volt a német junior gokartbajnokságban.
1994-ben váltott autókra és azonnal megnyerte a német Forma-Ford 1600 sorozatot úgy, hogy kilenc futamon nyolc győzelmet aratott. 1995-ben a nemzetközi Forma-Ford 1800 sorozat bajnoka lett és második helyet ért el a német Forma-Ford 1800-as bajnokságban. 1996-ban a német Formula–3-ban folytatta pályafutását, ahol három futamgyőzelemmel a harmadik helyen végzett. 1997-ben megnyerte ugyanezt a bajnokságot – többek között győzelmet aratva az egyik legjelentősebbnek tartott Forma-3-as futamon, a monacói versenyen is.
Ezzel magára vonta a Formula–1-es McLaren-Mercedes csapat vezetőinek figyelmét, akik ettől a szezontól kezdve tesztpilótaként alkalmazták és egyengették pályafutását az alsóbb kategóriákban. Így Heidfeld 1998-ban már a nemzetközi Formula–3000-ben indult a McLaren junior csapatánál, a West Competitionnél. Első szezonjában a második helyen végzett a kolumbiai Juan Pablo Montoya mögött – úgy, hogy az utolsó futamon még minden esélye megvolt a bajnoki címre. Megszerezte a pole-pozíciót, ám szabálytalan üzemanyag miatt csak a mezőny végéről indulhatott el, így nem volt esélye megküzdeni Montoyával. 1999-ben aztán Heidfeld begyűjtötte a Formula–3000 bajnoki címét is, így Formula–1-es pályafutását úgy kezdhette, hogy az utánpótlás kategóriákban szinte mindent megnyert, amit meg lehetett.

### A Formula–1-ben

#### Prost
Miután Heidfeld megnyerte a Formula–3000-es bajnoki címet, a mögötte álló McLaren 2000-ben elérkezettnek látta az időt arra, hogy Heidfeld fellépjen a Formula–1-be. Segítettek neki bejutni a Prost csapathoz, ahol a tapasztalt Jean Alesi lett a csapattársa. A Prost ebben a szezonban rendkívül gyenge volt: sem Alesi, sem Heidfeld nem tudott vele pontot szerezni. Jellemző az autó megbízhatatlanságára, hogy Heidfeld célba érni is mindössze négy alkalommal tudott, míg Alesi ötször.

#### Sauber
2001-ben Heidfeld a Sauber-Petronas istállónál folytatta pályafutását, ahol az újonc Kimi Räikkönent kapta csapattársául. Heidfeld a szezon során 12 pontot gyűjtött és a világbajnokság hetedik helyén végzett, míg Räikkönen 9 ponttal tizedik lett. A német versenyző első dobogós helyezését is megszerezte: a brazil nagydíjon harmadik lett.
Heidfeldet nagy csalódás érte a szezon végén, amikor a McLaren – amely addig az ő pályafutását egyengette – a szezon végén mégsem őt választotta ki arra, hogy a wokingi csapatnál 2002-től felváltsa a visszavonuló Mika Häkkinent, hanem Räikkönent. Heidfeld maradt a Saubernél 2002-re és 2003-ra is, a McLaren-Mercedesszel pedig megszakadt addigi együttműködése.
2002-ben Heidfeld 7 pontot gyűjtött a pontversenyben, és a tizedik helyen végzett a világbajnokságban, legjobb helyezése barcelonai negyedik helye volt. Újonc csapattársa, Felipe Massa 4 ponttal tizenkettedik lett.
2003-ban a veterán honfitárs, Heinz-Harald Frentzen érkezett Heidfeld mellé csapattársnak. Heidfeld gyenge szezont futott: 6 ponttal mindössze a világbajnokság tizenhatodik helyén végzett, miközben Frentzen 13 ponttal tizenegyedik volt.

#### Jordan

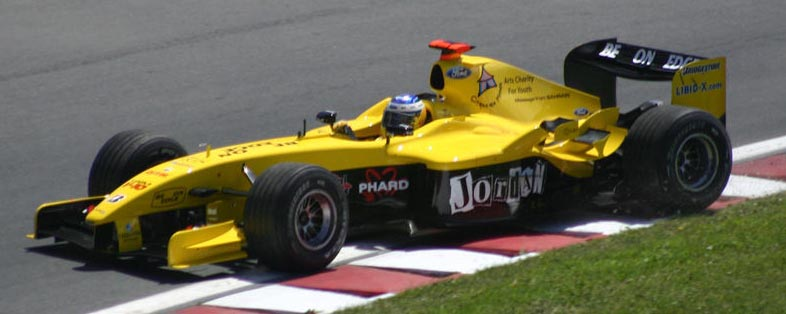
2004-ben, a Jordannel

2004-től Heidfeld a Jordan-Fordnál folytatta pályafutását – oldalán az újonc Giorgio Pantanóval. A Jordan gyenge autó volt, Heidfeld pedig 3 ponttal a világbajnokság tizenhetedik helyén végzett. A másik autóban Pantano egyetlen pontot sem gyűjtött, ám a kanadai nagydíjon az olaszt helyettesítő Timo Glock első Formula–1-es versenyén kisebb szenzációként 2 pontot szerzett hetedik helyével.
Mivel a Jordannek pénzre volt szüksége, azokat a pilótákat részesítette előnyben, akik fizetni tudtak, illetve voltak hajlandóak helyükért. Ezért Heidfeldnek a szezon végén távoznia kellett az ír csapattól, átadva helyét Tiago Monteirónak, illetve Narain Karthikeyannak.

#### Williams
A munka nélkül maradt Heidfeld ezután a Williamstől kapott egy olyan lehetőséget, hogy az egyik pilótaülésükért egy tesztelésen mérkőzzön meg a csapat addigi tesztpilótájával, a brazil Antonio Pizzoniával. Heidfeld meggyőzőbb volt, így 2005. január 31-én bejelentették, hogy a Williams leszerződteti a szezonra.
A 2005-ös év Heidfeld eddigi legjobb eredményeit hozta: a Nürburgringen megszerezte Formula–1-es pályafutása első pole-pozícióját, a versenyen pedig második lett, csakúgy, mint Monacóban. A szezon utolsó öt futamán azonban nem vehetett részt: Olaszországban és Belgiumban egy korábbi tesztbaleset miatt, majd Brazíliában, Japánban és Kínában azért, mert kerékpározás közben ütközött egy motorossal. Heidfeld így 28 pontot szerzett a szezon során, amivel a bajnokság tizenegyedik helyét szerezte meg. Csapattársa, Mark Webber 36 ponttal tizedik volt, de hozzá kell tenni, hogy csak az utolsó öt futamon – tehát amelyeken Heidfeld nem vett részt – tudott csak fordítani a némettel szemben.

#### BMW Sauber

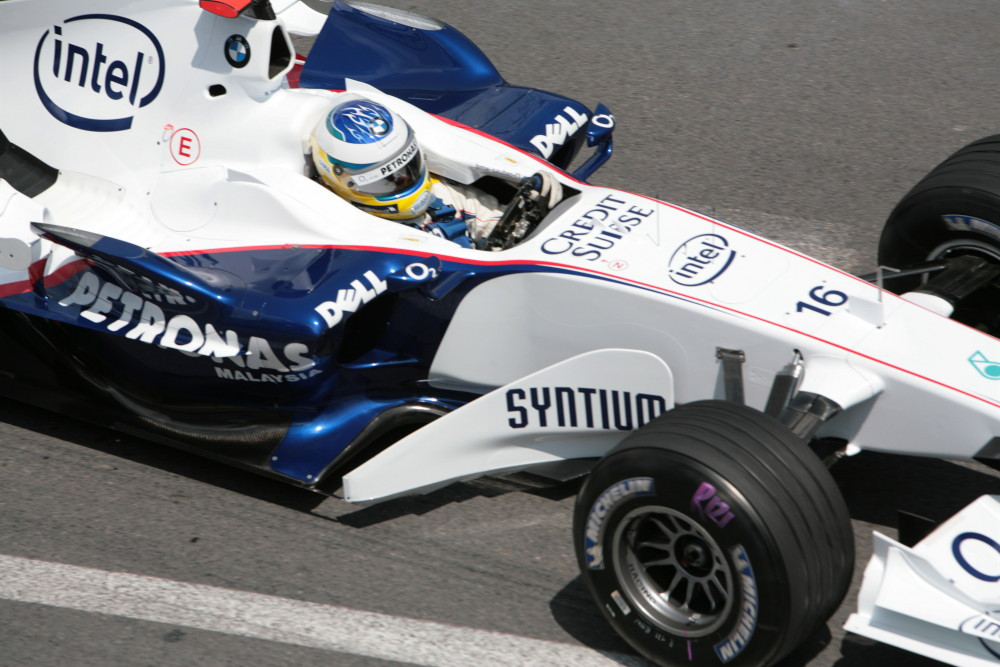
A 2006-os monacói nagydíjon a BMW Sauber volánjánál

2006-tól a Williams és addigi motorszállítója, a BMW külön utakon folytatta – utóbbi felvásárolta a Saubert és BMW-Sauber néven gyári csapatként folytatta. A BMW-Williams addigi két versenyzője közül Webber a Williamsnél maradt, míg Heidfeld a BMW-hez szerződött. Új csapattársa az 1997-es világbajnok, Jacques Villeneuve lett. Miután Villeneuve-öt menesztették, Robert Kubica lett az új csapattársa.
2007-ben a világbajnoki pontversenyben az 5. helyen zárt.
2008-ban, az idénynyitó ausztrál nagydíjon második helyen zárt. Malajziában csapattársa, Kubica ért el hasonló eredményt. Hatodik helye mellett – pályafutása során először – övé lett a verseny leggyorsabb köre. A bahreini nagydíjon negyedik lett. Spanyolországban egy gyengébben sikerült időmérő edzés után csak a 9. helyről indulhatott. A versenyen esélye volt jobb helyezés elérésére, de pont akkor hajtotta végre első tervezett boxkiállását, amikor Heikki Kovalainen balesete miatt a biztonsági autót a pályára küldték és a bokszutca zárva volt. 10 másodperces stop-and-go büntetést kapott, és csak az utolsónak tudott visszaállni. Szép előzésekkel a 9. helyet szerezte meg, amiért pont nem járt.
A török nagydíjon csak a 9. helyről indulhatott, de kiegyensúlyozott versenyzéssel 5. lett. Monacóban csak a csalódást keltő 12. rajthelyet szerezte meg, míg csapattársa a 2. sorból indulhatott. A versenyen nem tudta tartani a többiek tempóját és az utolsó célba érőként, a 14. helyen végzett, 4 kör hátrányban. Montrealban csapattársa mögött a 2. helyen ért célba, ezzel a BMW Sauber első futamgyőzelme kettős győzelem lett. Pályafutása során kilencedik alkalommal állhatott dobogóra, ötödször annak második fokára. A világbajnokságban megőrizte az 5. helyét. A BMW nem tudta átmenteni a jó formáját a következő versenyre, Heidfeld nem jutott be a harmadik szakaszba a francia nagydíj időmérő edzésén, és csak a 11. helyről rajtolhatott. A futamon két pozíciót vesztve, tizenharmadikként ért célba. Az összetettben továbbra is 5.
A brit nagydíjon az 5. helyről indulva másodikként ért célba, megszerezve ezzel 10. dobogós helyezését. Németországban, a hazai versenyén csak a 12. helyről indulhatott, ahonnan a 4. helyig tudott feljönni, ehhez azonban az is kellett, hogy Glock balesete után ő volt az egyik azon kevés versenyző közül, aki nem jött ki a boxba.
A 2008-as idény során egyszer sem esett ki, minden versenyét befejezte. Pontot 11 alkalommal szerzett. Az összetettben a 6. helyen végzett, egy pont hátrányban a 61 pontos Fernando Alonso mögött.
2009-ben az összetett 13. helyén végzett 19 ponttal közvetlenül csapattársa a 17 pontot szerző Kubica előtt. A 2009-es idényben összesen egyszer tudott dobogóra állni: az eső miatt megállított maláj nagydíjon, ahol második lett.

#### Mercedes GP és Pirelli tesztpilótája
2010-ben a Mercedes teszt- és tartalékpilótájaként folytatta pályafutását. 2010. augusztus 17-én hivatalosan elhagyta a Mercedest mely elengedte őt, hogy tesztpilótaként segítse a Formula–1-be 2011-től egyedüli gumiszállítóként visszatérő Pirelli felkészülését. A Mercedesszel való szakításra azért volt szükség, hogy Heidfeld új gumikról szerzett tapasztalata miatt ne kerüljön előnybe a Mercedes a fejlesztéskor a vetélytársakkal szemben. 
Heidfeld augusztus 17-én Mugellóban meg is kezdte a munkát ahol a Toyota legutóbb használt modelljét, a TF109-est használta. A kétnapos mugellói tesztet egy szintén kétnapos teszt követte Le Castelletben szeptember első hetében. A Pirelli tesztpilótájaként Jerezben szeptember 15-én és 16-án teljesítette harmadik és egyben utolsó tesztjét, mielőtt hivatalosan is életbe lépett a szerződése a Saubernél szeptember 17-én.

#### BMW Sauber-Ferrari
A 2010-es szezon utolsó öt versenyére Peter Sauber a gyengén teljesítő Pedro de La Rosa helyére szerződtette. Ezzel gyakorlatilag visszatért korábbi csapatához. A szezon zárultával a Sauber nem hosszabbította meg a szerződését.

#### Lotus Renault GP

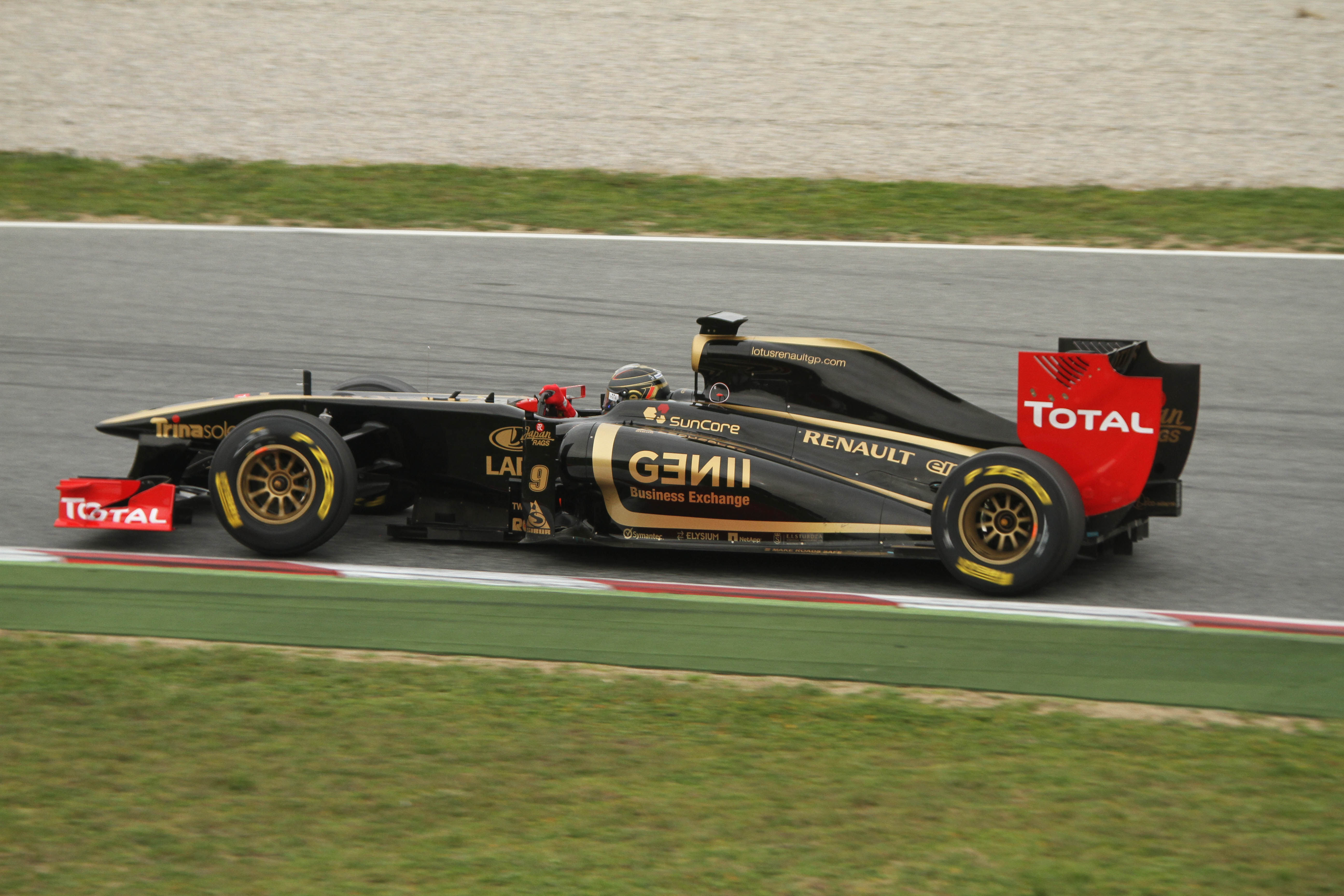
A 2011-es szezon előtti februári katalóniai teszten, a Renault R31 volánjánál

A 2011-es szezon kezdete előtt Robert Kubica egy raliversenyen súlyos balesetet szenvedett, ami miatt a szezont előre láthatólag ki kell hagynia. Csapata, a Lotus Renault GP Heidfeldet választotta ki a helyettesítésre. A maláj nagydíjon megszerzett harmadik helyével rekordot döntött: ő az a pilóta a sportág történetében, aki a legtöbbször állhatott dobogón győzelem nélkül: nyolc második és öt harmadik helye van.

## Eredményei

### Teljes Formula–1-es eredménylistája
(Táblázat értelmezése)

(Félkövér: pole-pozícióból indult; dőlt: leggyorsabb kört futott) 

| Év   | Csapat     | 1      | 2      | 3      | 4      | 5      | 6      | 7      | 8      | 9      | 10     | 11     | 12     | 13     | 14     | 15      | 16     | 17     | 18      | 19     | Helyezés | Pont |
| ---- | ---------- | ------ | ------ | ------ | ------ | ------ | ------ | ------ | ------ | ------ | ------ | ------ | ------ | ------ | ------ | ------- | ------ | ------ | ------- | ------ | -------- | ---- |
| 2000 | Prost      | AUS 9  | BRA Ki | SMR Ki | GBR Ki | ESP 16 | EUR EX | MON 8  | CAN Ki | FRA 12 | AUT Ki | GER 12 | HUN Ki | BEL Ki | ITA Ki | USA 9   | JPN Ki | MAL Ki |         |        | 20.      | 0    |
| 2001 | Sauber     | AUS 4  | MAL Ki | BRA 3  | SMR 7  | ESP 6  | AUT 9  | MON Ki | CAN Ki | EUR Ki | FRA 6  | GBR 6  | GER Ki | HUN 6  | BEL Ki | ITA 11  | USA 6  | JPN 9  |         |        | 8.       | 12   |
| 2002 | Sauber     | AUS Ki | MAL 5  | BRA Ki | SMR 10 | ESP 4  | AUT Ki | MON 8  | CAN 12 | EUR 7  | GBR 6  | FRA 7  | GER 6  | HUN 9  | BEL 10 | ITA 10  | USA 9  | JPN 7  |         |        | 10.      | 7    |
| 2003 | Sauber     | AUS Ki | MAL 8  | BRA Ki | SMR 10 | ESP 10 | AUT Ki | MON 11 | CAN Ki | EUR 8  | FRA 13 | GBR 17 | GER 10 | HUN 9  | ITA 9  | USA 5   | JPN 9  |        |         |        | 14.      | 6    |
| 2004 | Jordan     | AUS Ki | MAL Ki | BHR 15 | SMR Ki | ESP Ki | MON 7  | EUR 10 | CAN 8  | USA Ki | FRA 16 | GBR 15 | GER Ki | HUN 12 | BEL 11 | ITA 14  | CHN 13 | JPN 13 | BRA Ki  |        | 18.      | 3    |
| 2005 | Williams   | AUS Ki | MAL 3  | BHR Ki | SMR 6  | ESP 10 | MON 2  | EUR 2  | CAN Ki | USA Ni | FRA 14 | GBR 12 | GER 11 | HUN 6  | TUR Ki | ITA Vi  | BEL    | BRA    | JPN     | CHN    | 11.      | 28   |
| 2006 | BMW Sauber | BHR 12 | MAL Ki | AUS 4  | SMR 13 | EUR 10 | ESP 8  | MON 7  | GBR 7  | CAN 7  | USA Ki | FRA 8  | GER Ki | HUN 3  | TUR 14 | ITA 8   | CHN 7  | JPN 8  | BRA 17† |        | 9.       | 23   |
| 2007 | BMW Sauber | AUS 4  | MAL 4  | BHR 4  | ESP Ki | MON 6  | CAN 2  | USA Ki | FRA 5  | GBR 6  | EUR 6  | HUN 3  | TUR 4  | ITA 4  | BEL 5  | JPN 14† | CHN 7  | BRA 6  |         |        | 5.       | 61   |
| 2008 | BMW Sauber | AUS 2  | MAL 6  | BHR 4  | ESP 9  | TUR 5  | MON 14 | CAN 2  | FRA 13 | GBR 2  | GER 4  | HUN 10 | EUR 9  | BEL 2  | ITA 5  | SIN 6   | JPN 9  | CHN 5  | BRA 10  |        | 6.       | 60   |
| 2009 | BMW Sauber | AUS 10 | MAL 2‡ | CHN 12 | BHR 19 | ESP 7  | MON 11 | TUR 11 | GBR 15 | GER 10 | HUN 11 | EUR 11 | BEL 5  | ITA 7  | SIN Ki | JPN 6   | BRA Ki | UAE 5  |         |        | 13.      | 19   |
| 2010 | Sauber     | BHR    | AUS    | MAL    | CHN    | ESP    | MON    | TUR    | CAN    | EUR    | GBR    | GER    | HUN    | BEL    | ITA    | SIN Ki  | JPN 8  | KOR 9  | BRA 17  | UAE 11 | 18.      | 6    |
| 2011 | Renault    | AUS 12 | MAL 3  | CHN 12 | TUR 7  | ESP 8  | MON 8  | CAN Ki | EUR 10 | GBR 8  | GER Ki | HUN Ki | BEL    | ITA    | SIN    | JPN     | KOR    | IND    | UAE     | BRA    | 11.      | 34   |

†: Nem fejezte be a futamot, de helyezését értékelték, mert teljesítette a versenytáv több, mint 90%-át.
‡: Mivel a versenyt félbeszakították, és nem teljesítették a táv 75%-át, ezért csak a helyezéséért járó pontok felét kapta meg.

### A Formula–E-ben
2015-ben Heidfeld csatlakozott a Mahindra Racing csapatához és a Formula-E második évadának versenyzője lett.

### Teljes Formula–E eredménylistája
| Év      | Csapat   | 1      | 2       | 3      | 4      | 5      | 6      | 7      | 8       | 9       | 10      | 11      | 12     | Helyezés | Pont |
| ------- | -------- | ------ | ------- | ------ | ------ | ------ | ------ | ------ | ------- | ------- | ------- | ------- | ------ | -------- | ---- |
| 2014-15 | Venturi  | BEI 13 | PUT Kiz | PDE 10 | BUE 8  | MIA 12 | LBH 11 | MON 10 | BER 5   | MOS 3   | LON1 13 | LON2 Ki |        | 12.      | 31   |
| 2015–16 | Mahindra | BEI 3  | PUT 9   | PDE    | BUE 7  | MEX 8  | LBH 4  | PAR 12 | BER 7   | LON1 13 | LON2 7  |         |        | 10.      | 53   |
| 2016–17 | Mahindra | HKG 3  | MAR 9   | BUE 15 | MEX 12 | MON 3  | PAR 3  | BER1 3 | BER2 10 | NYC1 Ki | NYC2 3  | MNT1 Ki | MNT2 5 | 7.       | 88   |
| 2017–18 | Mahindra | HKG1 3 | HKG2 16 | MAR 7  | SAN Ki | MEX Ki | PDE Ki | ROM 16 | PAR 11  | BER 10  | ZUR 6   | NYC1 6  | NYC2 8 | 11.      | 42   |

### Le Mans-i 24 órás autóverseny
| Év   | Csapat           | Csapattárs                        | Autó                   | Kategória | Kör | Összetett Helyezés | Kategória Helyezés |
| ---- | ---------------- | --------------------------------- | ---------------------- | --------- | --- | ------------------ | ------------------ |
| 1999 | AMG-Mercedes     | Christophe Bouchut Peter Dumbreck | Mercedes-Benz CLR      | GT1       | 337 | 10.                | 5.                 |
| 2012 | Rebellion Racing | Nico Prost Neel Jani              | Lola B12/60-Toyota     | LMP1      | 367 | 4.                 | 4.                 |
| 2013 | Rebellion Racing | Nico Prost Neel Jani              | Lola B12/60-Toyota     | LMP1      | 275 | 39.                | 7.                 |
| 2014 | Rebellion Racing | Nico Prost Mathias Beche          | Rebellion R-One-Toyota | LMP1-L    | 360 | 4.                 | 1.                 |
| 2015 | Rebellion Racing | Nico Prost Mathias Beche          | Rebellion R-One-AER    | LMP1      | 330 | 23.                | 10.                |
| 2016 | Rebellion Racing | Nico Prost Nelson Piquet Jr.      | Rebellion R-One-AER    | LMP1      | 330 | 29.                | 6.                 |

### Teljes FIA World Endurance Championship eredménysorozata
| Év   | Csapat           | Osztály | Kasztni         | Motor                   | 1      | 2     | 3      | 4      | 5      | 6     | 7     | 8     | 9   | Helyezés | Pont |
| ---- | ---------------- | ------- | --------------- | ----------------------- | ------ | ----- | ------ | ------ | ------ | ----- | ----- | ----- | --- | -------- | ---- |
| 2012 | Rebellion Racing | LMP1    | Lola B12/60     | Toyota (RV8KLM 3.4 L V8 | SEB 17 | SPA 5 | LMS 3  | SIL    | SÃO    | BHR   | FUJ   | SHA   |     | 14.      | 42.5 |
| 2013 | Rebellion Racing | LMP1    | Lola B12/60     | Toyota (RV8KLM 3.4 L V8 | SIL 5  | SPA 5 | LMS 20 | SÃO 3  | COA 4  | FUJ   | SHA   | BHR   |     | 8.       | 48   |
| 2014 | Rebellion Racing | LMP1    | Lola B12/60     | Toyota (RV8KLM 3.4 L V8 | SIL 4  | SPA 7 | LMS 4  | COA 7  | FUJ 12 | SHA 7 | BHR 7 | SÃO 8 |     | 10.      | 64.5 |
| 2015 | Rebellion Racing | LMP1    | Rebellion R-One | AER P60 2.4 L Turbo V6  | SIL    | SPA   | LMS 19 | NÜR 16 | COA 15 | FUJ   | SHA   | BHR   |     | 29.      | 2    |
| 2016 | Rebellion Racing | LMP1    | Rebellion R-One | AER P60 2.4 L Turbo V6  | SIL 4  | SPA 4 | LMS 13 | NÜR 17 | MEX    | COA   | FUJ   | SHA   | BHR | 14.      | 25.5 |

## Magánélet
Nick Heidfeld jegyesével, Patricia Papennel, és 2005 nyarán született kislányukkal, Junival Svájcban él. Második gyermekük, Joda, 2007. július 21-én született. 2010. augusztus 16-án megszületett harmadik gyermekük, Justus.
Heidfeldnek két testvére van. Sven (1978. október 25.) szintén autóversenyző, megnyerte az 1997-es német Formula Renault bajnokságot, 2003-ban és 2004-ben pedig a Formula–3000-ben versenyzett. 2005 óta saját autóversenyző iskolát működtet, emellett kommentátorként dolgozik. A legidősebb fivér, Tim (1973. augusztus 2.) vállalkozó, egy pénzügyi tanácsadó cég ügyvezetője.

## Becenév
Heidfeldet gyakran hívják a médiában „Quick Nick”-nek („Gyors Nick”).